# Contortipalpia
Contortipalpia là một chi bướm đêm thuộc họ Crambidae.